# Hospital San Juan Evangelista
L'Hospital San Juan Evangelista, mencionat des de 1085, estava situat sobre la riba esquerra del riu Vena, davant l'església que avui es diu de San Lesmes, a Burgos. Va ser confiat el 1091 per Alfons VI de Lleó als benedictins. El seu primer prior va ser Adelelm de Burgos. Avui dia, del monestir només en resta el claustre i la sala capitular, tots dos d'estil renaixentista. Les seves ruïnes han estat restaurades per Marceliano Santa María per acabar sent un museu que reuneix cent cinquanta teles d'aquest pintor de Burgos (1866-1952).